# بو لارسون
بو لارسون (بالسويدية: Bo Larsson)‏ (و. 1944  م) هو لاعب كرة قدم، من السويد، ولد في مالمو، شارك في بطولة كأس العالم لكرة القدم 1978، وكأس العالم لكرة القدم 1974، وكأس العالم لكرة القدم 1970، يلعب كمهاجم.

## مسيرته الكروية
لعب بو لارسون خلال مسيرته الاحترافية مع ناديين في تسعة عشر موسمًا وسجل خلالها 145 هدف ضمن 396 مباراة. حيث فاز في أربعة مواسم بالكأس وفي ستة مواسم بالدوري.
خاض بو لارسون مسيرته مع نادي مالمو في موسم 1962 في المرة الأولى ليلعب معه خمسة مواسم ثم في موسم 1969 ليلعب معه أحد عشر موسمًا، مشاركًا طوالها في 307 مباراة سجل خلالها 124 هدف. ثم انتقل إلى نادي شتوتغارت في موسم 1966–67 واستمر معه طيلة ثلاثة مواسم، حيث شارك في 89 مباراة سجل خلالها 21 هدفًا.

## روابط خارجية
- بو لارسون على موقع الاتحاد الدولي (مؤرشف)  (الإنجليزية)
- بو لارسون على موقع قاعدة بيانات كرة القدم.إي يو (الإنجليزية)
- بو لارسون على موقع بيانات كرة القدم. دي إي (الألمانية)
- بو لارسون على موقع ناشيونال فوتبول تيمز (الإنجليزية)
- بو لارسون على موقع عالم كرة القدم.نت (الإنجليزية)